# Ashley Jensen
Ashley Samantha Jensen (Dumfries and Galloway, 11 de agosto de 1969) es una actriz británica nominada a los Premios Emmy y a los premios de la Academia Británica de las Artes Cinematográficas y de la Televisión.
Sus trabajos más conocidos han sido su participación en la serie estadounidense Ugly Betty, como Christina McKinney, la mejor amiga de la protagonista y su papel en Accidentally On Purpose, también como la mejor amiga de la protagonista, Jenna Elfman.

## Filmografía

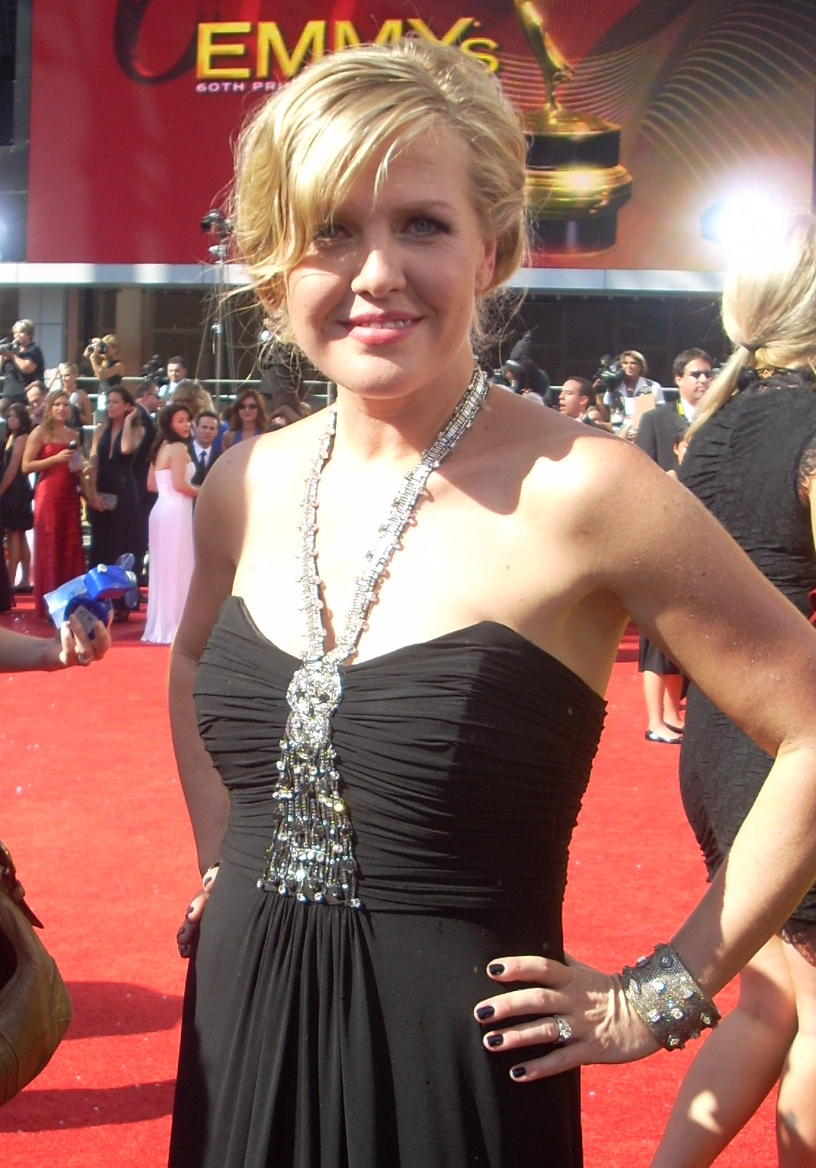
Ashley Jensen en 2008.

### Cine
| Año  | Título                                        | Papel                              | Notas                                                           |
| ---- | --------------------------------------------- | ---------------------------------- | --------------------------------------------------------------- |
| 1991 | Tickets for the Zoo                           |                                    |                                                                 |
| 1999 | Topsy-Turvy                                   | Miss Tringham                      |                                                                 |
| 2005 | A Cock and Bull Story                         | Lindsey                            |                                                                 |
| 2009 | Nativity!                                     | Jennifer Lore                      |                                                                 |
| 2010 | Sunshine                                      | Alison                             | Cortometraje                                                    |
| 2010 | How to Train Your Dragon                      | Phlegma the Fierce                 | Voz                                                             |
| 2011 | Gnomeo & Juliet                               | Nanette                            | Voz                                                             |
| 2011 | Hysteria                                      | Fanny                              |                                                                 |
| 2011 | Arthur Christmas                              | Bryony                             | Nominada – Annie Award for Voice Acting in a Feature Production |
| 2012 | The Pirates! In an Adventure with Scientists! | The Surprisingly Curvaceous Pirate |                                                                 |
| 2014 | Small Time                                    | Gail                               |                                                                 |
| 2015 | The Lobster                                   | Biscuit Woman                      |                                                                 |
| 2015 | The Legend of Barney Thomson                  | Detective Inspector June Robertson |                                                                 |
| 2018 | Sherlock Gnomes                               | Nanette                            | Voz                                                             |
| 2019 | How to Train Your Dragon: The Hidden World    | Phlegma                            | Voz                                                             |
| 2019 | Lady and the Tramp                            | Jock                               | Voz                                                             |

### Televisión
| Año           | Título                  | Papel                    | Notas |
| ------------- | ----------------------- | ------------------------ | --- |
| 1990          | City Lights             |                          | 1 episodio |
| 1992, 1993    | Rab C. Nesbitt          | 2nd Girl / Sheena        | 2 episodios |
| 1993          | Screen One              | Claire Donnelly          | 1 episodio |
| 1994          | May to December         | Rosie / Rosie McConnachy | 6 episodios |
| 1994          | The Tales of Para Handy | Catriona MacLean         | 1 episodio |
| 1994          | Takin' Over the Asylum  | Kathleen                 | 1 episodio |
| 1994–1995     | Roughnecks              | Heather                  | 13 episodios |
| 1994, 1997    | The Bill                | Diane Wyre / Kate Selby  | 2 episodios |
| 1995          | The Baldy Man           | Hairdresser              | 1 episodio |
| 1995          | Waiting                 | Amanda Cookson           | |
| 1995          | Temp                    | Eileen                   | Telefilme |
| 1995          | Capital Lives           | Eileen                   | 1 episodio |
| 1996          | The Big Picnic          | Nessie                   | Telefilme |
| 1996          | Bad Boys                | Morag                    | 6 episodios |
| 1996–2004     | Casualty                | Stella / Jess            | 3 episodios |
| 1997          | Dangerfield             | Michelle Thomson         | 1 episodio |
| 1998–2000     | City Central            | PC Sue Chappell          | 31 episodios |
| 1998          | Mortimer's Law          | Naomi Childs             | 1 episodio |
| 2000          | EastEnders              | Fiona Morris             | 2 episodios |
| 2001          | Rebus                   | Mhairi Henderson         | 1 episodio |
| 2001–2003     | Clocking Off            | Babs Leach / Babs Fisher | 5 episodios |
| 2002          | Outside the Rules       | Dawn Deacon              | Telefilme |
| 2002          | Breeze Block            |                          | 5 episodios |
| 2003          | Coming Up               | Rachel                   | 1 episodio |
| 2003          | Silent Witness          | DI Becky Metcalf         | "Fatal Error" 2 episodios |
| 2003          | Sweet Medicine          | Faye Brooks              | 5 episodios |
| 2003          | The Office              | Interviewer              | 2 episodios (voz) |
| 2005          | Meet the Magoons        | Policewoman No.1         | 1 episodio |
| 2005          | Taggart                 | Agatha Ferry             | 1 episodio |
| 2005–2007     | Extras                  | Maggie Jacobs            | 13 episodios British Comedy Award for Best Newcomer British Comedy Award for Best Television Comedy Actress (2005) Nominada – BAFTA Award for Best Comedy Performance Nominada – Primetime Emmy Award for Outstanding Supporting Actress in a Miniseries or a Movie Nominada – Broadcasting Press Guild Award for Best Actress Nominada – British Comedy Award for Best Television Comedy Actress (2008) Nominada – Rose d'Or Award for Best Sitcom Performance (follower-up) |
| 2006          | Eleventh Hour           | Rachel Young             | 4 episodios |
| 2006–2010     | Ugly Betty              | Christina McKinney       | 66 episodios Nominada – BAFTA Scotland Award for Best Acting Performance in Television Nominada – Screen Actors Guild Award for Outstanding Performance by an Ensemble in a Comedy Series (2007, 2008) |
| 2007–2015     | Embarrassing Bodies     | Narrador                 | Serie documental |
| 2009          | No Holds Bard           | Isobel                   | Telefilme |
| 2009–2010     | Accidentally on Purpose | Olivia                   | 18 episodios |
| 2010          | Accidental Farmer       | Erin Taylor              | Telefilme |
| 2011          | The Reckoning           |                          | |
| 2013          | All Stars               |                          | |
| 2013          | Love and Marriage       | Sarah                    | |
| 2013          | The Escape Artist       | Kate Burton              | |
| 2014–presente | Agatha Raisin           | Agatha Raisin            | Serie de televisión |
| 2015–2019     | Catastrophe             | Fran                     | |
| 2017          | Love, Lies and Records  | Kate Dickenson           | 6 episodios (BBC) |
| 2018          | Ducktales               | Downy McDuck             | Voz, 1 episodio |
| 2019–presente | After Life              | Nurse Emma               | |
| 2019          | Trust Me                | Debbie Dorrell           | |
| 2021          | Summer Camp Island      | Miss Mary                | Voz, episodios: "Susie and her Sister Chapter 1: Heathers", "Susie and her Sister Chapter 3: Hot Corn Girls" y "Susie and her Sister Chapter 3: Mildred's Friend" |